# Chico Whitaker

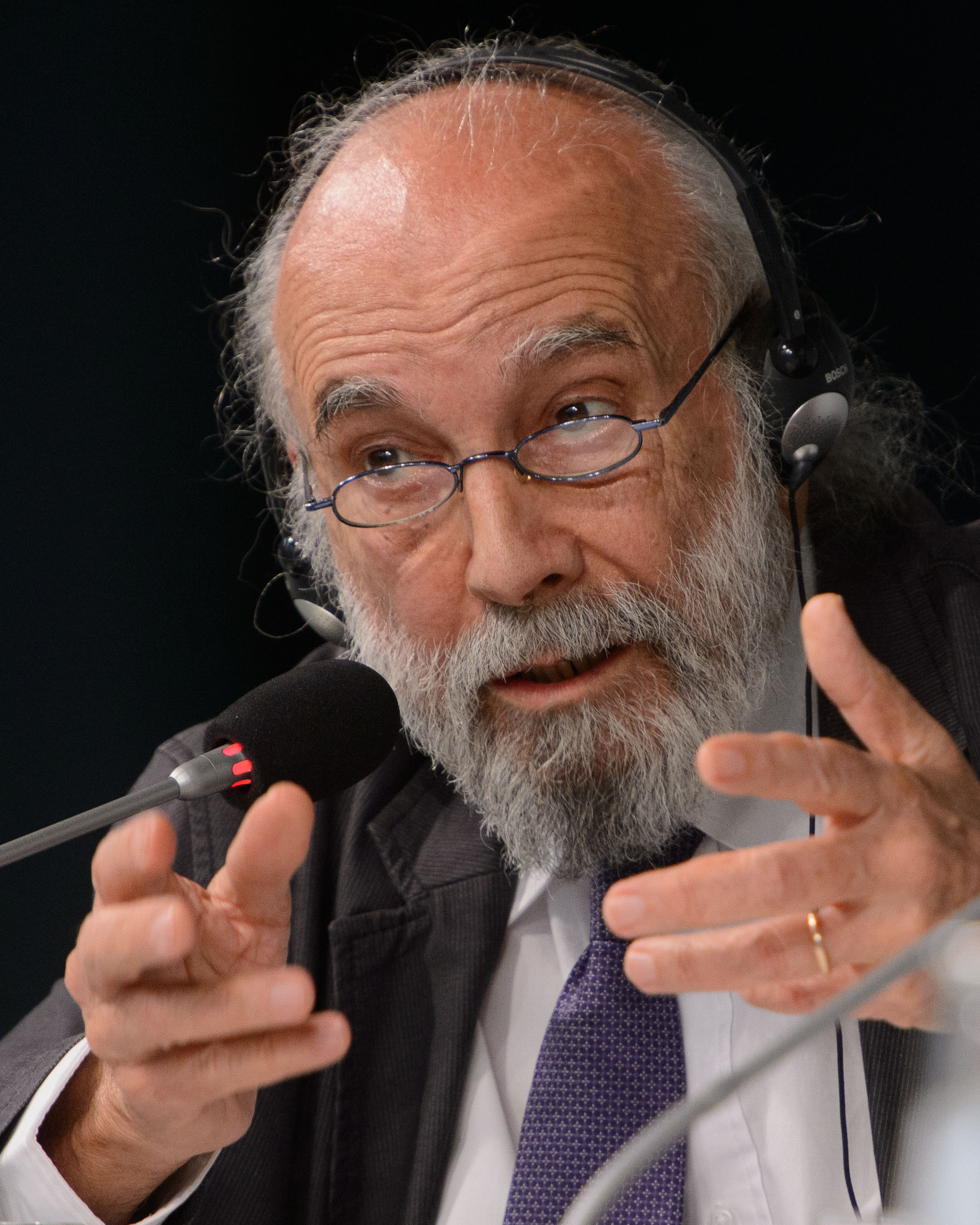
Whitaker (2014)

Francisco Whitaker Ferreira (* 19. November 1931), genannt Chico Whitaker, ist ein brasilianischer Aktivist. Er gehört zu den Gründern des Weltsozialforums in Brasilien und ist Mitglied im vorläufigen Ausschuss der Internationalen Organisation für eine Partizipatorische Gesellschaft.

## Leben
Chico Whitaker begann sein soziales Engagement in den 1950er Jahren als Architekturstudent und Mitglied der Juventude Universitária Católica, der Studentenbewegung der Katholischen Aktion. Nach der Errichtung der Militärdiktatur in Brasilien, mit dem Putsch von 1964, und zum Ende des Zweiten Vatikanischen Konzils 1965, begann er seine Zusammenarbeit mit Befreiungstheologen und -pädagogen wie Bischof Hélder Câmara und Paulo Freire; auch von Leonardo Boff wurde er beeinflusst. Wegen der Verschärfung der Militärdiktatur in Brasilien in den späten 1960er Jahren ging er ins Exil nach Frankreich und trat dort in Verbindung mit der Zentrale der Internationalen Katholischen Jugend in Paris. Er wurde Projektleiter für das Catholic Committee against Famine and for Development.
Chico Whitaker war in den 1980er Jahren Geschäftsführer der Kommission für Gerechtigkeit und Frieden der brasilianischen Bischofskonferenz (CNBB); zugleich war er als Berater für das Erzbistum São Paulo tätig. 1988 wurde er für die Arbeiterpartei (PT) in das Stadtparlament von São Paulo gewählt. 2006 trat er aus der PT aus. Er ist Mitglied im Brasilianischen Organisationskomitee und im Internationalen Rat des Weltsozialforums, das er als Alternative zum Weltwirtschaftsforum mitbegründet hat. Whitaker ist außerdem Ratsmitglied des World Future Councils und gehörte dem Advisory Board von WikiLeaks an.

## Denken
Die deutsche Befreiungstheologin Dorothee Sölle ordnet ihn in ihrem Buch Mystik und Widerstand den Mystikern zu. In Bezug auf das Weltsozialforum vertritt er eine Open Space-Philosophie: Die Veranstaltung soll so umfassend wie möglich sein, konkrete politische Ergebnisse seien zweitrangig. Auch nur teilweise Übereinstimmung der Teilnehmer könne eine Grundlage für abgestimmtes Vorgehen sein.

## Auszeichnung
2006 war Whitaker einer der Preisträger des Right Livelihood Award.

## Werke (Auswahl)
- Das Weltsozialforum. Offener Raum für eine andere Welt. Aus dem Portugiesischen von Elsmarie Pape. VSA, Hamburg 2007.